# J.Lo (album)
Albums de Jennifer Lopez
On The 6 J To Tha L-O! The Remixes
Singles
1. Love Don't Cost a Thing
Sortie : 10 janvier 2001
2. Play
Sortie : 3 mars 2001
3. Ain't It Funny
Sortie : 6 mai 2001
4. I'm Real (Murder Remix) (feat. Ja Rule)
Sortie : 15 août 2001

J.Lo est le second album studio de la chanteuse américaine Jennifer Lopez sorti en 2001. Numéro 1 du Billboard 200, le classement américain, il resta pendant six semaines dans le top 20. Il s'est vendu à ce jour à plus de 9 500 000 exemplaires à travers le monde.
Le premier extrait de l'album, Love Don't Cost A Thing, se classa 28e du Billboard Hot 100 à sa sortie. Ja Rule produisit le remix de la chanson I'm Real pour accroitre les ventes de l'album. Ainsi en juillet 2001, le titre I'm Real (Murder Remix) se classa numéro un au Billboard Hot 100.

## Liste des titres
1. Love Don't Cost a Thing (Damon Sharpe, Greg Lawson, Georgette Franklin, Jeremy Monroe, Amille Harris) – 3:42
2. I'm Real (LeShan Lewis, Cory Rooney, Jennifer Lopez, Troy Oliver) – 4:57
3. Play (Cory Rooney, Anders Bag Bagge, Arnthor Birgisson, Christina Milian) – 3:32
4. Walking on Sunshine (Jack Knight, Jennifer Lopez, Mario Winans, Michael Lo Jones, Sean Puffy Combs) – 3:46
5. Ain't It Funny (Cory Rooney, Jennifer Lopez) – 4:06
6. Cariño (Cory Rooney, Frank Rodriquez, Guillermo Jr. Edghill, Jennifer Lopez, Jose Sanchez, Manny Benito, Neal Creque) – 4:15
7. Come Over (Kip Collins, Mario Winans, Michelle Bell, Sean Puffy Combs) – 4:53
8. We Gotta Talk (Cory Rooney, Jennifer Lopez, Joe Kelly, Steve Estiverne, Tina Morrison, Troy Oliver) – 4:07
9. That's Not Me (Kandice Love, Mario Winans, Sean Puffy Combs) – 4:33
10. Dance with Me (Jack Knight, Mario Winans, Michael Lo Jones, Sean Puffy Combs) – 4:33
11. Secretly (Cory Rooney, Jennifer Lopez, Troy Oliver, Khalilah Shakir) – 4:25
12. I'm Gonna Be Alright (Cory Rooney, Jennifer Lopez, Lorraine Cheryl Cook, Nathaniel Clifon Chase, O'Brien Anth, Sylvia Robinson, Troy Oliver) – 3:44
13. That's the Way (Fred Jerkins III, LaShawn Daniels, Nora Payne, Rodney Jerkins) – 3:53
14. Dame (Touch Me) (with Chayanne) (Fred Jerkins III, LaShawn Daniels, Manny Benito, Rodney Jerkins) – 4:25
15. Si Ya Se Acabó (Jimmy Greco, Manny Benito, Ray Contreras) – 3:37

### Édition sud-américaine
1. Amor Se Paga Con Amor (Amille Harris, Damon Sharpe, Georgette Franklin, Greg Lawson, Jeremy Monroe, Manny Benito) – 3:44
2. Cariño (Spanish) (Benito Manny, Cory Rooney, Frank Rodriquez, Guillermo Jr. Edghill, Jennifer Lopez, Jose Sanchez, Manny Benito, Neal Creque) – 4:17
3. Que Ironia (Ain't It Funny) (Cory Rooney, Jennifer Lopez, Manny Benito, Tommy Mottola) – 4:07

### Édition japonaise
1. I'm Waiting – 3:11

### Édition spéciale
1. I'm Real (Murder Remix) (featuring Ja Rule) (LeShan Lewis, Cory Rooney, Jennifer Lopez, Troy Oliver, Irv Gotti, Jeffrey Atkins, Rick James) – 4:22

### Édition britannique, australienne et portugaise
1. Pleasure Is Mine – 4:19
2. I'm Waiting – 3:11
3. I'm Real (Murder Remix featuring Ja Rule) (LeShan Lewis, Cory Rooney, Jennifer Lopez, Troy Oliver, Irv Gotti, Jeffrey Atkins, Rick James) – 4:22

## Classements mondiaux
| Chart (2001)                       | Classement |
| ---------------------------------- | ---------- |
| Australie                          | 2          |
| Autriche                           | 3          |
| Belgique                           | 26         |
| Canada                             | 1          |
| Danois                             | 15         |
| France                             | 6          |
| Finlande                           | 6          |
| Allemagne                          | 1          |
| Hongrie                            | 15         |
| Italie                             | 5          |
| Mexique                            | 1          |
| Nouvelle-Zélande                   | 3          |
| Norvège                            | 15         |
| Espagne                            | 1          |
| Pologne                            | 1          |
| Suède                              | 7          |
| Suisse                             | 1          |
| Royaume-Uni                        | 2          |
| Billboard 200                      | 1          |
| U.S. Billboard                     | 1          |
| U.S. Billboard Top Internet Albums | 2          |